# Chess Oscar
Chess Oscar é um prêmio internacional dado ao melhor enxadrista a cada ano. O vencedor é selecionado por especialistas em xadrez de todo o mundo, incluindo Grandes Mestres. A estatueta de bronze dada ao jogador é chamada The Fascinated Wanderer.

## Homenageados
| Ano     | Enxadrista        | País            |
| ------- | ----------------- | --------------- |
| 1967    | Bent Larsen       | Dinamarca       |
| 1968    | Boris Spassky     | União Soviética |
| 1969    | Boris Spassky     | União Soviética |
| 1970    | Bobby Fischer     | Estados Unidos  |
| 1971    | Bobby Fischer     | Estados Unidos  |
| 1972    | Bobby Fischer     | Estados Unidos  |
| 1973    | Anatoly Karpov    | União Soviética |
| 1974    | Anatoly Karpov    | União Soviética |
| 1975    | Anatoly Karpov    | União Soviética |
| 1976    | Anatoly Karpov    | União Soviética |
| 1977    | Anatoly Karpov    | União Soviética |
| 1978    | Viktor Korchnoi   | Suíça           |
| 1979    | Anatoly Karpov    | União Soviética |
| 1980    | Anatoly Karpov    | União Soviética |
| 1981    | Anatoly Karpov    | União Soviética |
| 1982    | Garry Kasparov    | União Soviética |
| 1983    | Garry Kasparov    | União Soviética |
| 1984    | Anatoly Karpov    | União Soviética |
| 1985    | Garry Kasparov    | União Soviética |
| 1986    | Garry Kasparov    | União Soviética |
| 1987    | Garry Kasparov    | União Soviética |
| 1988    | Garry Kasparov    | União Soviética |
| 1989-94 | sem premiação     |                 |
| 1995    | Garry Kasparov    | Rússia          |
| 1996    | Garry Kasparov    | Rússia          |
| 1997    | Viswanathan Anand | Índia           |
| 1998    | Viswanathan Anand | Índia           |
| 1999    | Garry Kasparov    | Rússia          |
| 2000    | Vladimir Kramnik  | Rússia          |
| 2001    | Garry Kasparov    | Rússia          |
| 2002    | Garry Kasparov    | Rússia          |
| 2003    | Viswanathan Anand | Índia           |
| 2004    | Viswanathan Anand | Índia           |
| 2005    | Veselin Topalov   | Bulgária        |
| 2006    | Vladimir Kramnik  | Rússia          |
| 2007    | Viswanathan Anand | Índia           |
| 2008    | Viswanathan Anand | Índia           |
| 2009    | Magnus Carlsen    | Noruega         |
| 2010    | Magnus Carlsen    | Noruega         |
| 2011    | Magnus Carlsen    | Noruega         |
| 2012    | Magnus Carlsen    | Noruega         |